# Henry George (Radsportler)
Henry George (* 18. Februar 1891 in Charleroi; † 6. Januar 1976 in Uccle) war ein belgischer Radrennfahrer und Olympiasieger.
1920 startete Henry George bei den Olympischen Sommerspielen in Antwerpen und errang die Goldmedaille im Punktefahren auf der Bahn. Das Rennen hatte ein dramatisches Finale: 31 Fahrer starteten, von denen 14 das Ziel erreichten. Bis kurz vor Schluss führte der Brite Thomas Harvey, stürzte aber 200 Meter vor dem Ziel wegen einer Kollision seines Rades mit dem von George, der schließlich gewann. Auch Cyril Alden wurde durch die Kollision behindert, fiel aber förmlich wenige Zentimeter hinter George über die Ziellinie. Piet Ikelaar, als Dritter gewertet, reklamierte, er sei Zweiter geworden; sein Einspruch wurde jedoch nicht anerkannt.
1919 wurde George Dritter der belgischen Straßenmeisterschaft der Amateure, 1921 belgischer Vizemeister. Er startete für den Verein Sporting Club Bruxelles.